# マック・10
マック・10 (マック・テン、本名: Dedrick D'Mon Rolison)  (1971年8月9日-) は、アメリカのラッパー。 　ウェストサイド・コネクションのメンバーであった。芸名の由来はイングラムM10による。

## ディスコグラフィー
- Mack 10 (1995年)
- Based on a True Story (1997年)
- The Recipe (1998年)
- The Paper Route (2000年)
- Bang or Ball (2001年)
- Ghetto, Gutter & Gangsta(2003年)
- Hustla's Handbook (2005年)
- Soft White (2009年)